# Ебіґейл Дент
Ебіґейл Дент (4 березня 2002 , Кенора, Онтаріо ) — канадська веслувальниця, срібна призерка Олімпійських ігор 2024 року.

## Виступи на Олімпіадах
| Олімпіада  | Дисципліна | Місце |
| ---------- | ---------- | ----- |
| Париж 2024 | вісімки    | 2     |

## Зовнішні посилання
- Ебіґейл Дент на сайті Olympics.com (англійська)